# Chaenopsidae
Chaenopsidae é uma família de peixes da subordem Blennioidei.

## Géneros
- Acanthemblemaria
- Chaenopsis
- Cirriemblemaria
- Coralliozetus
- Ekemblemaria
- Emblemaria
- Emblemariopsis
- Hemiemblemaria
- Lucayablennius
- Mccoskerichthys
- Neoclinus
- Protemblemaria
- Stathmonotus
- Tanyemblemaria